# Haroldius globosus
Haroldius globosus là một loài bọ cánh cứng trong họ Bọ hung (Scarabaeidae).